# Хамиш, Барри
Барри Хамиш (ивр. ברי חמיש‎, 13 января 1952, Виннипег — 23 августа 2016, Флорида) — израильский писатель и журналист канадского происхождения. Он был наиболее известен тем, что продвигал теории заговора о смерти Ицхака Рабина — премьер-министра Израиля, убитого в 1995 году.

## Ранние годы
Барри Хамиш родился в Виннипеге, Манитоба, Канада.
В первой половине 1970-х годов в своей родной Канаде Хамиш опубликовал три романа и сборник рассказов. Его роман «Мак» получил премию Совета Канады в несколько тысяч долларов. В 1976 году его книга «Алиса в Ньюфаундленде» получила премию Совета искусств Манитобы.
Хамиш получил степень бакалавра гуманитарных наук в Университете Манитобы в 1974 году. В 1975 году Хамиш эмигрировал в Израиль, где поступил в Еврейский университет в Иерусалиме. В 1979 году получил степень магистра искусств.
После окончания учёбы Хамиш был призван в Армию обороны Израиля и служил солдатом с 1979 по 1981 год. Он участвовал в качестве резервиста в Ливанской войне 1982 года, во время которой управлял зенитно-ракетным комплексом Redeye.

## Карьера
Хамиш начал работать независимым писателем, публикуя материалы в ряде изданий, включая The Atlantic, National Review и New York Newsday. Хамиш основал службу новостей для распространения своих материалов под названием «Профили Израиля», которую он поддерживал на протяжении 1980-х годов.
В 1990-е годы Хамиш много писал об НЛО. Работы Хамиша были показаны в четырёх эпизодах программы NBC-TV Sightings, а также в получасовой передаче в прайм-тайм на FOX-TV.
В 1990-х и 2000-х годах Хамиш опубликовал серию книг о заговоре, в том числе «Предатели и саквояжники в земле обетованной» (1997), «Последние дни Израиля» (2000), «Израиль предан» (2001) и «Прощай, Газа» (2006). В них Хамиш заявил, что целый ряд внешних и внутренних сил «развратил лидеров страны» и принял участие в «решительной программе, направленной на упадок еврейского государства».
В книге «Кто убил Ицхака Рабина?» Хамиш выдвигает противоречащую официальной версии теорию заговора, что Рабин не был убит вооружённым преступником-одиночкой и что в него стреляли трижды, причём смертельное ранение было нанесено спереди, а за убийством, якобы, стоит израильская служба безопасности «Шабак». К концу 2005 года было продано 39 000 экземпляров книги, и она была опубликована на семи языках.
В дальнейшем распространял также дополнительные теории заговора, например, относительно смерти израильского военного и политического деятеля Рафаэля Эйтана.
В 2008 году мировой суд Иерусалима потребовал от Хамиша выплатить Итамару Бен-Гвиру, израильскому крайне правому активисту, компенсацию за клевету в размере 36 000 шекелей (примерно 10 000 долларов США) после того, как он неоднократно называл его агентом разведывательной службы Шин-Бет.
В середине 2000-х Барри Хамиш переехал в Соединённые Штаты, последнее место жительства было во Флориде, где он продолжал писать и вёл радиошоу на Радио Первой поправки по вечерам во вторник. Он умер в своей квартире во Флориде в 2016 году.

## Скрэббл
Хамиш стал победителем израильского турнира по скрэбблу 1987 года и занял второе место в 1988 году.

## Книги
- The Devil Wore an Angel's Suit. Winnipeg, MB: Split Level, 1972.
- Keep Stillman: A Pun. Winnipeg: Split Level, 1973.
- Mack. Winnipeg: Split Level, 1974.
- Alice in Newfoundland. Winnipeg: Split Level, 1976.
- The Fall of Israel. Edinburgh, Scotland: Canongate[англ.], 1992. ISBN 0-86241-355-9
- Traitors and Carpetbaggers in the Promised Land. Oklahoma City: Hearthstone, 1997. ISBN 1-57558-017-9
- Who Murdered Yitzhak Rabin? Venice, CA: Feral, 1998. ISBN 0-922915-50-4
- Return of the Giants. Sun Lakes, AZ: Book World/Blue Star[англ.], 2000. ISBN 1-881542-66-1
- The Final Days of Israel. Tempe, AZ: Dandelion, 2000. ISBN 1-893302-16-4
- Israel Betrayed. Ainsworth, NE: Counting Coup, 2001. ISBN 0-9708598-5-6
- Shabtai Tzvi, Labor Zionism and the Holocaust. Knoxville, TN: Master Press, 2005. ISBN 965-90766-1-4
- Bye Bye Gaza. Raleigh, NC: Lulu, 2006. ISBN 978-1-4457-1528-5
- With the Kennedys. Raleigh, NC: Lulu, 2006. ISBN 978-1-4457-1530-8
- THE conPromised Land. Raleigh, NC: Lulu, 2010. ISBN 978-1-4457-1258-1
- The Stinger, Not the Stung: Israel's Not So Civil War. Raleigh, NC: Lulu, 2012. ISBN 978-1300450825